# Manolo Otero
Manuel Otero Aparicio (* 25. Juni 1942 in Madrid; † 1. Juni 2011 in São Paulo) war ein spanischer Sänger und Schauspieler.

## Leben
Otero, Sohn eines Opernsängers und einer Schauspielerin, spielte seit Mitte der 1960er Jahre Rollen in Filmen und gelegentlich in Fernsehserien. So war er 1967 in Küß mich, Monster zu sehen. Mit der 1974 erfolgten Veröffentlichung seines ersten Musikalbums Todo el tiempo del mundo erzielte er einen überragenden Erfolg. Er nahm an mehreren Festivals teil und nahm zahlreiche weitere Alben auf, die vor allem in Südamerika, wo er sich Mitte der 1980er Jahre – in São Paulo – niederließ, auf große Resonanz stießen. Noch im Jahr 2010 tourte er in den USA, Kolumbien, Brasilien, Venezuela und Bolivien.
Seine Hochzeit im Jahr 1973 mit der Schauspielerin María José Cantudo war ein großes Medienereignis; die Ehe hielt nur fünf Jahre.

## Diskografie (Auswahl)
- 1974: Todo el tiempo del mundo
- 1980: Experiencias
- 1983: Septiembre

## Filmografie (Auswahl)
- 1969: Küß mich, Monster (Bésame monstruo)
- 1969: Rote Lippen – Sadisterotica (El caso de las dos bellezas)